# 丘辰
丘辰（1900年—？），男，福建崇安人，中华人民共和国政治人物，曾任广西壮族自治区政协副主席，第三、四届全国政协委员。